# Arthur Terence de Rhe-Philippe
Arthur Terence de Rhe-Philippe, britanski general, * 1905, † 1971.